# Atléticos de San Germán
Los Atléticos de San Germán es un equipo de baloncesto de Puerto Rico, que participa en la liga BSN de ese país. San Germán es uno de los equipos fundadores de la liga y han ganado 14 campeonatos durante su historia.
En los años 1980, San Germán se destacó por desarrollar talento joven entre sus jugadores, entre ellos José "Piculín" Ortiz. Bajo el liderazgo de Ortiz, los Atléticos ganaron tres campeonatos (1985, 1991, 1994). 
En 1997, el equipo ganó su campeonato #14 bajo el liderazgo de Eddie Casiano.
Disputan sus partidos como local en el Coliseo Arquelio Torres Ramírez, con capacidad para 5,000 espectadores. El entrenador del equipo es el veterano Eddie Casiano.

## Historia
Felicio Torresgrosa en 1938 logró unir los Tigres de San Germán y los Atléticos de la Farmacia Martín. Para el nombre de cogió “San Germán” de San Germán Tigres y Atléticos del Farmacia Martín (formando los Atléticos de San Germán).

## Jugadores destacados
- Luis Allende 3 temporadas: '91-'94
- Omar Alvarado 2 temporadas: '08-'09
- Victor Ávila 1 temporada: '07-'08
- Ruben Wolkowyski
- Eddie Casiano
- Earl Barron
- Maurice Baker
- Robert Conley
- Marlon Garnett
- Charles Garcia
- Donte Greene
- Mike Harris
- Randy Holcomb
- Martín Osimani
- Kevinn Pinkney
- Leon Powe
- Joe Murray
- Yan García